# Иван-Разбойник
Иван-Разбойник (укр. Іван Розбійник) — прибрежная скала в Чёрном море, относится к горно-вулканическому массиву Кара-Даг.
Скала находится в южной части массива Кара-Даг в юго-восточной части хребта Карагач. В 500 м от неё расположена скала Золотые Ворота. Высота скалы — около 60 м.
Скала состоит из двух крупных геологических форм. Это основание скалы и остроконечное возвышение над ним. Первое образовано из лавы, состоящей из андезитов и базальтов, а второе является останцем, оказавшимся в одном из жерл древнего вулкана Кара-Даг и заткнувшим его. Размеры основания до 120 м, возвышения — 14 м. С южной стороны скалы хорошо различима округлая вмятина, заполненная растрескавшейся лавой.
Согласно легенде, в небольшой бухте за скалой (сейчас известна как Разбойничья бухта) крымские разбойники прятались и оттуда нападали на проходивших мимо скалы турецких купцов, а награбленное добро прятали всё в той же бухте.